# Iris damascena
Iris damascena este o specie de plantă din genul [Iris (plantă)| Iris]]. Este o peren[l rizomatoasă endemică pe Muntele Qasioun dinn Siria. Are frunze subțiri, în formă de seceră, gri-verde și tulpină de dimensiuni medii, care deține 1-2 flori mari între martie și aprilie. Inflorescențele sunt albe sau gri-albe, cu pete sau vene purpurii-maronii și un mic plasture de semnal negru sau violet închis, cu barbă rară, purpurie sau violet închis. Este rareori cultivată ca plantă ornamentală în regiunile temperate, deoarece are nevoie de condiții foarte uscate în timpul verii. Specia este clasificată ca pe cale de dispariție critică de către IUCN.